# Сергєєв Ігор Михайлович
І́гор Миха́йлович Сергє́єв  (* 31 липня 1969, Харків — 27 травня 2020, Київ) — український журналіст, головний редактор газети «Бизнес» (2008-2014 рр.); у 2005 році головний редактор газети «Экономические известия». Почесний консул Естонської Республіки в місті Сімферополь (2006-2014).

## Життєпис
У 1993 році закінчив Харківський політехнічний інститут, інженерно-фізичний факультет.
З грудня 1994 року — кореспондент відділу «Економіка» харківської газети «Проспект».
З січня 1996 — редактор відділу «Місто» харківської газети «Телескоп».
З січня 1997 року — редактор відділу, газета «Діловий тиждень».
З липня 1997 року — заступник редактора відділу «Компанії та ринки», а з лютого 1998 року — редактор відділу «Компанії та ринки» у газеті «Бизнес».
З травня 2004 року заступник, згодом перший заступник головного редактора газети «Экономические известия», з липня по листопад 2005 року головний редактор видання.
З лютого 2006 року редактор відділу «Компанії та ринки» у газеті «Бизнес».
Спеціалізація — фондовий ринок, інвестиції.